# Nicholas Bloom
Nicholas Alexander „Nick“ Bloom (* 5. Mai 1973 in London) ist ein britisch-amerikanischer Wirtschaftswissenschaftler. Er ist Professor an der Stanford University und beschäftigt sich vorrangig mit Management-Fragen sowie dem Faktor Unsicherheit in ökonomischen Prozessen.

## Werdegang
Nicholas Bloom erhielt seine akademische Ausbildung in seiner Heimat Großbritannien, so besuchte er das Fitzwilliam College der University of Cambridge und erhielt dort 1994 den Bachelor of Arts. Es folgte der Master of Philosophy an der University of Oxford im Jahre 1996, bevor er 2001 am University College London unter Richard W. Blundell und John van Reenen zum Ph.D. promoviert wurde. Parallel dazu war Bloom von 1996 bis 2002 am Institute for Fiscal Studies in London tätig, einer Forschungseinrichtung, die sich mit Fragen zu Steuern und Public Policy im Vereinigten Königreich befasst. Anschließend arbeitete er jeweils ein Jahr als Berater für HM Treasury, das britische Finanz- und Wirtschaftsministerium, und für die Unternehmensberatung McKinsey & Company.
Im Jahre 2003 wandte sich Bloom wieder der Forschung zu, indem er an die London School of Economics and Political Science wechselte. 2005 folgte er dem Ruf an die Stanford University in den Vereinigten Staaten, an der er als Assistenzprofessor tätig war, bis er 2012 auf eine ordentliche Professur berufen wurde. Seit 2015 ist er dort William D. Eberle Professor of Economics. Parallel dazu ist er seit 2011 für das National Bureau of Economic Research tätig.

## Wissenschaftliches Schaffen
Blooms wissenschaftliches Augenmerk liegt hauptsächlich auf zwei Bereichen, der Messung und Beschreibung von Management-Praktiken sowie der Unsicherheit als Faktor in ökonomischen Prozessen. Für Ersteres wertet er Daten von Unternehmen, Schulen und Krankenhäusern verschiedener Nationen aus, um Zusammenhänge zwischen Management und erbrachter Leistung auszumachen. In Fragen der Unsicherheit als Teilgebiet der Entscheidungstheorie (vgl. Entscheidung unter Unsicherheit) befasst er sich mit ökonomischen Ursachen und Folgen von Unsicherheit und untersucht diese an Beispielen wie der Kubakrise oder den Terroranschlägen vom 11. September 2001. Für seinen Artikel „The Impact of Uncertainty Shocks“ erhielt Bloom im Jahre 2010 die Frisch-Medaille. Seit 2011 ist er Mitglied der Econometric Society, ebenso wie seit 2013 der American Academy of Arts and Sciences. Bloom ist Distinguished CES Fellow 2020.
Ferner war bzw. ist Bloom als Mitherausgeber an der Veröffentlichung mehrerer Fachzeitschriften beteiligt, darunter das Journal of Monetary Economics (2008–2010), Management Science (2011–2014), The Economic Journal (2009–2017), Econometrica (seit 2012), das Quarterly Journal of Economics (seit 2012) sowie das Journal of Economic Perspectives (seit 2016).

## Persönliches
Bloom ist verheiratet und Vater dreier Kinder.